# 切目村
切目村（きりめむら）は、和歌山県日高郡にあった村。現在の印南町大字島田・西ノ地にあたる。

## 地理
- 海洋：太平洋
- 山岳：城山、狼烟山、赤松山
- 河川：切目川

## 歴史
- 1889年（明治22年）4月1日 - 町村制の施行により、島田村・西ノ地村の区域をもって発足。
- 1956年（昭和31年）9月30日 - 切目川村の一部（羽六・宮ノ前・古屋）と合併し、改めて切目川村が発足。同日切目村廃止。

## 交通

### 鉄道路線
- 日本国有鉄道
  - 紀勢西線（現・紀勢本線）
    - 切目駅

### 道路
現在は旧村域に阪和自動車道の印南サービスエリア（下り線）が所在するが、当時は未開通。

## 名所・旧跡・観光スポット・祭事・催事
- 切目王子